# Rick Baker
Richard A. Baker (nascut el 8 de desembre de 1950), conegut professionalment com Rick Baker, és un creador i actor jubilat nord-americà d'efectes especials de maquillatge. És conegut sobretot pels seus dissenys i efectes de criatures. Baker ha guanyat l'Oscar al millor maquillatge, un rècord de set vegades d'un rècord d'onze nominacions, començant quan va guanyar el premi inaugural de la comèdia de terror de 1981 Un home llop americà a Londres.

## Primers anys
Baker va néixer el 8 de desembre de 1950 a Binghamton (Nova York), fill de Doris (née Hamlin), un caixer de banc, i Ralph B. Baker, un artista professional. Ell i la seva família es van traslladar a Covina (Califòrnia) quan tenia menys d'un any.

## Carrera
Va aparèixer breument a la producció de fans The Night Turkey, un film en blanc i negre d'una hora. -paròdia de vídeo en blanc i negre de The Night Stalker (1972). La primera feina professional de Baker va ser com a assistent del veterà Dick Smith a la pel·lícula de 1973 L'exorcista. Mentre treballava a L'exorcista, Baker va ser contractat pel director Larry Cohen per dissenyar i crear un nadó mutant per a la pel·lícula de Cohen de 1974 És viu.
Als Premis Oscar de 1981, Baker va rebre el Oscar al millor maquillatge pel seu treball a Un home llop americà a Londres (1981). Posteriorment, ha estat nominat a millor maquillatge deu vegades més, guanyant en set ocasions, ambdós rècords al seu haver. Baker també va crear la criatura werecat que Michael Jackson transforma en el vídeo musical Thriller (1983).

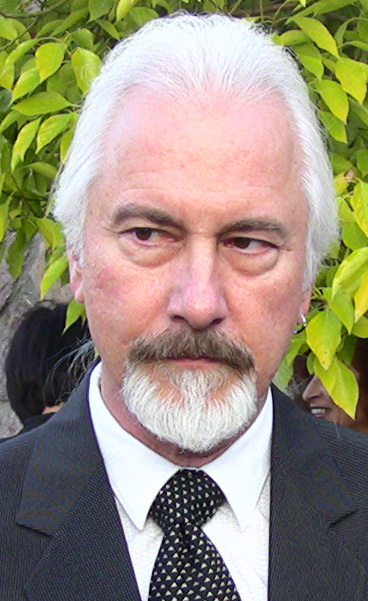
Baker als 37ns Premis Saturn el 2011

El 2008, va ser guardonat amb un Doctorat en Lletres Humanes per l'Academy of Art University de San Francisco. Baker també contribueix amb comentaris a la sèrie web Trailers from Hell per tràilers sobre pel·lícules de terror i ciència-ficció. Baker afirma que el seu treball a Harry and the Henderson (1987) és un dels seus èxits més orgullós, pel qual va guanyar el seu segon Oscar. El 3 d'octubre de 2009, va rebre el Premi Jack Pierce a la trajectòria als premis Chiller-Eyegore.
El 30 de novembre de 2012, Baker va rebre la 2485a estrella del Passeig de la Fama de Hollywood. L'estrella es troba davant del Museu dels Rècords Guinness.
El 28 de maig de 2015, Baker va anunciar la seva jubilació, dient: "En primer lloc, les coses CG definitivament em van treure la part animatrònica del que faig. També està començant a treure la part de maquillatge. És el moment adequat, tinc 64 anys, i el negoci és boig ara mateix. M'agrada fer les coses bé, i ells volien barat i ràpid. Això no és el que vull fer, així que acabo de decidir que és bàsicament temps per sortir. Consideraria dissenyar i consultar alguna cosa, però no crec que tindré més un gran estudi de treball."
El 2018 Baker va ser abordat per DC Comics, a causa del fet que la seva filla Veronica treballava per a ells en aquell moment, per si li interessava crear un bust de col·lecció per a ells. Va estar d'acord amb els següents termes que es quedaria sol amb total llibertat creativa i DC va acceptar. Baker, amb l'ajudant del seu fabricant de motlles Rob Freitas, va crear un bust de The Joker.

## Ppers d'actuació
Baker va interpretar el paper principal al remake de 1976 de King Kong. A la remake de 2005, va fer un cameo com a pilot i artiller (amb el director Peter Jackson) que va abatre Kong. També ha fet aparicions en: el vídeo musical de Michael Jackson Thriller (1983) com "Zombie Opening the Crypt"; Into the Night (1985) com a traficant de drogues amb una targeta de visita; Men in Black II (2002) com a "MIB Passport Control Agent", un agent del MIB que ajuda a proporcionar disfresses als extraterrestres; Men in Black 3 (2012) com "Brain Alien"; L'home llop (2010) com "Gypsy Man / First Killed"; i Rings (2017) com a venedor del mercat de puces.

## Vida personal
Baker està casat; abans va estar casat amb Elaine Melba Parkyn durant deu anys. Va conèixer la seva segona dona, la perruquera Silvia Abascal, mentre tots dos estaven treballant a Into the Night (1985). Baker també té dues filles, Rebecca i Veronica.

## Filmografia selecta
- Octaman (1971, vestiment d'Octaman; co-creat amb Doug Beswick)[19]
- The Thing with Two Heads (1972, efectes especials - no acreditat)
- Schlock (1973, artista maquillatge/ actor)
- L'exorcista (1973, efectes especials assistent - no acreditat)
- És viu (1974, artista maquillatge/ efectes especials maquillatge artist - no acreditat)
- The Autobiography of Miss Jane Pittman (1974, creador de maquillatge: Miss Tyson)
- King Kong (1976, efectes maquillatge - no acreditat / special contributions: Kong / actor)
- Track of the Moon Beast (1976, artista maquillatge)
- Squirm (1976, dissenyador maquillatge)
- The Incredible Melting Man (1977, efectes especials maquillatge / actor)
- Star Wars (1977, makeup: second unit)
- The Fury (1978, efectes especials maquillatge)
- The Empire Strikes Back (1980, artista maquillatge- no acreditat)
- Un home llop americà a Londres (1981, efectes especials maquillatge dissenyador i dreador)
- Udols (1981, efectes especials maquillatge consultant)
- The Funhouse (1981, disseny especial maquillatge)
- The Incredible Shrinking Woman (1981, creador i dissenyador: Sidney / efectes maquillatge / actor)
- Videodrome (1983, efectes especials maquillatge dissenyador)
- Thriller (1983, efectes especials maquillatge dissenyador i creador / actor)
- Greystoke, la llegenda de Tarzan (1984, efectes especials maquillatge)
- Starman (1984, transformació Starman)
- Into the Night (1985, actor)
- My Science Project (1985, efectes especials maquillatge artist - no acreditat)
- Captain EO (1986, efectes especials maquillatge)
- Ratboy (1986, dissenyador: Ratboy)
- Harry and the Hendersons (1987, dissenyador criatura: Harry / titellaire / artista maquillatge)
- Beauty and the Beast (1987–89, dissenyador i creador)
- Werewolf (1987–88, dissenyador del personatge)
- Coming to America (1988, efectes especials maquillatge)
- Goril·les en la boira (1988, efectes especials maquillatge / productor associat)
- Missing Link (1988, efectes especials maquillatge)
- Gremlins 2: The New Batch (1990, efectes especials supervisor / co-producer)
- The Rocketeer (1991, creador de maquillatge: Lothar)
- Wolf (1994, efectes especials maquillatge)
- Ed Wood (1994, creador de maquillatge: Bela Lugosi / dissenyador maquillatge: Bela Lugosi)
- Batman Forever (1995, special dissenyador maquillatge i creador)
- El professor guillat (1996, efectes especials maquillatge)
- The Frighteners (1996, special artista maquillatge: The Judge)
- Escape from L.A. (1996, efectes especials maquillatge)
- Ghosts (1997, efectes especials maquillatge artist)
- Men in Black (1997, alien efectes maquillatge / efectes especials maquillatge artist)
- Critical Care (1997, efectes especials maquillatge: Mr. Brooks)
- Mighty Joe Young (1998, efectes especials maquillatge / creature dissenyador and producer: Mighty Joe Young)
- Psycho (1998, efectes especials maquillatge artist)
- Life (1999, efectes especials maquillatge)
- Wild Wild West (1999, efectes especials maquillatge)
- The Grinch (2000, efectes especials maquillatge / actor)
- Nutty Professor II: The Klumps (2000, efectes especials maquillatge)
- Planet of the Apes (2001, artista maquillatge/ efectes especials maquillatge dissenyador i creador / actor)
- Men in Black II (2002, alien efectes maquillatge / efectes especials maquillatge artist - no acreditat / actor)
- The Ring (2002, efectes especials maquillatge artist)
- The Haunted Mansion (2003, efectes especials maquillatge dissenyador i creador)
- Hellboy (2004, makeup consultant: Hellboy / efectes especials director)
- The Ring Two (2005, efectes especials maquillatge artist)
- King Kong (2005, actor)
- Cursed (2005, efectes especials maquillatge artist / efectes especials maquillatge creator / efectes especials maquillatge dissenyador)
- X-Men: La decisió final (2006, efectes especials maquillatge consultant)
- Click (2006, special age artista maquillatge- no acreditat / efectes especials maquillatge)
- Enchanted (2007, efectes especials maquillatge artist)
- Norbit (2007, efectes especials maquillatge artist)
- Tropic Thunder (2008, dissenyador maquillatge: Mr. Downey Jr.)
- L'home llop (2010, efectes especials maquillatge / actor)
- Tron: Legacy (2010, efectes especials maquillatge artist)
- Men in Black 3 (2012, alien efectes maquillatge / actor)
- Maleficent (2014, dissenyador maquillatge: Maleficent)
- Rings (2017, actor)

## Premis i nominacions

### Premis Oscar
| Any  | Obra nominada                    | Categoria          | Resultat  |
| ---- | -------------------------------- | ------------------ | --------- |
| 1982 | Un home llop americà a Londres   | Millor maquillatge | Guanyador |
| 1985 | Greystoke, la llegenda de Tarzan | Millor maquillatge | Nominat   |
| 1988 | Harry and the Hendersons         | Millor maquillatge | Guanyador |
| 1989 | Coming to America                | Millor maquillatge | Nominat   |
| 1995 | Ed Wood                          | Millor maquillatge | Guanyador |
| 1997 | El professor guillat             | Millor maquillatge | Guanyador |
| 1998 | Men in Black                     | Millor maquillatge | Guanyador |
| 2000 | Life                             | Millor maquillatge | Nominat   |
| 2001 | The Grinch                       | Millor maquillatge | Guanyador |
| 2008 | Norbit                           | Millor maquillatge | Nominat   |
| 2011 | L'home llop                      | Millor maquillatge | Guanyador |

### Premi BAFTA
| Any  | Obre nominada                    | Categoria                        | Resultat  |
| ---- | -------------------------------- | -------------------------------- | --------- |
| 1985 | Greystoke, la llegenda de Tarzan | Millor maquillatge i perruqueria | Guanyador |
| 1996 | Ed Wood                          | Millor maquillatge i perruqueria | Nominat   |
| 1997 | El professor guillat             | Millor maquillatge i perruqueria | Guanyador |
| 1998 | Men in Black                     | Millors efectes especials        | Nominat   |
| 2001 | How the Grinch Stole Christmas   | Millor maquillatge i perruqueria | Guanyador |
| 2002 | Planet of the Apes               | Millor maquillatge i perruqueria | Nominat   |

### Premis Saturn
| Any  | Obra nominada                  | Categoria                 | Resultat  |
| ---- | ------------------------------ | ------------------------- | --------- |
| 1978 | Star Wars                      | Millor maquillatge        | Guanyador |
| 1979 | The Fury                       | Millor maquillatge        | Guanyador |
| 1981 | Udols                          | Millor maquillatge        | Nominat   |
| 1982 | Un home llop americà a Londres | Millor maquillatge        | Guanyador |
| 1988 | Harry and the Hendersons       | Millor maquillatge        | Nominat   |
| 1991 | Gremlins 2: The New Batch      | Millors efectes especials | Nominat   |
| 1995 | Ed Wood                        | Millor maquillatge        | Guanyador |
| 1995 | Wolf                           | Millor maquillatge        | Nominat   |
| 1996 | Batman Forever                 | Millor maquillatge        | Nominat   |
| 1997 | El professor guillat           | Millor maquillatge        | Guanyador |
| 1997 | The Frighteners                | Millor maquillatge        | Nominat   |
| 1998 | Men in Black                   | Millors efectes especials | Nominat   |
| 1998 | Men in Black                   | Millor maquillatge        | Nominat   |
| 1999 | Mighty Joe Young               | Millors efectes especials | Nominat   |
| 2001 | How the Grinch Stole Christmas | Millor maquillatge        | Guanyador |
| 2001 | Nutty Professor II: The Klumps | Millor maquillatge        | Nominat   |
| 2002 | Planet of the Apes             | Millor maquillatge        | Nominat   |
| 2003 | The Ring                       | Millor maquillatge        | Nominat   |
| 2004 | The Haunted Mansion            | Millor maquillatge        | Nominat   |
| 2011 | L’home llop                    | Millor maquillatge        | Guanyador |